# Давид, Лоран-Оливье
Лора́н-Оливье́ Дави́д (фр. Laurent-Olivier David; 24 марта 1840 года, Су-о-Реколе — 24 августа 1926 года, фр. Утрмон) — канадский журналист, юрист и политик. Сенатор Канады от Квебека (1903—1926).

## Биография
Родился 24 марта 1840 года в Су-о-Реколе (ныне в черте Монреаля), в семье Станисласа Давида (фр. Stanislas David) и Элизабет Трембле (фр. Élisabeth Tremblay). Учился в Семинарии святой Терезы, затем изучал право в Коллеже Святой Марии в Монреале. В 1864 году стал членом Квебекской коллегии адвокатов, до 1872 года его партнёром по юридической практике был будущий премьер Квебека Жозеф-Альфред Муссо.
В 1862 году Дэвид стал совладельцем и редактором газеты « Colonisateur». Затем был редактором газеты L’Union nationalale, которая выступала с антифедералистских позиций и прекратила публикацию после образования в 1867 году Канадской конфедерации. Во время работы в этой газете Давид установил тесные дружеские отношения с Уилфридом Лорье; дружба между ними продолжалась до смерти Лорье в 1919 году. С 1870 по 1873 год он был главным редактором монреальской еженедельной газеты L’Opinion publique, а с 1874 по 1876 год — соучредителем и совладельцем газеты Le Bien public, с 1880 по 1884 год — владельцем и редактором газеты La Tribune.
Параллельно с журналистской деятельностью Давид начал политическую карьеру. На парламентских выборах 1867 года (первых после вступления Квебека в Канаду) он неудачно баллотировался в Законодательное собрание Квебека от избирательного округа Ошелага. На квебекских выборах 1876 года вновь баллотировался в депутаты Заксобрания от округа Ошелага, и вновь потерпел неудачу. В 1878 году он попытался выставить свою кандидатуру в Палату общин Канады от федерального избирательного округа Ошелага, но вновь проиграл.
Лишь в 1886 году Давиду удалось одержать победу на выборах в Заксобрание Квебека в округе Монреаль Восток в качестве кандидата от Либеральной партии. В квебекском парламенте он заседал 4 года, отказавшись баллотироваться на выборах 1890 года. На федеральных выборах 1891 года неудачно баллотировался в Палату общин Канады от округа Монреаль Восток, а год спустя потерпел поражение и на провинциальных выборах в округе Напьервиль.
С 1888 по 1893 год Давид был президентом Общества святого Иоанна Крестителя в Монреале. В 1924 году он был удостоен высшей награды общества — медали Bene merenti de patria.
С 1892 по 1918 год был клерком городского совета Монреаля. В 1890 году он стал членом Королевского общества Канады.
В 1903 году Давид был назначен в Сенат Канады по совету премьер-министра Уилфрида Лорье. В Сенате представлял округ Тысяча островов, Квебек, работал сенатором до своей смерти в 1926 году.

## Семья
Лоран-Оливье Давид был дважды женат:
- Первая жена — Альбина Шене (фр. Albina Chenet, 1869—1887)
- Вторая жена — Людивина Гарсо (фр. Ludivine Garceau, 1892—1915)

Он стал основателем династии Давид, которая дала Квебеку многих известных политиков и деятелей культуры:
- Сын, Атанас Давид[англ.] — квебекский политик, впоследствии также сенатор от Квебека.
  - Внучка, Симона Давид-Раймон[фр.] — врач.
  - Внук, Поль Давид[англ.] — кардиолог, впоследствии также сенатор от Квебека.
    - Правнук, Пьер Давид[англ.] — кинопродюсер.
    - Правнучка, Франсуаза Давид[англ.] — феминистка и квебекский политик.
    - Правнучка, Элен Давид[англ.] — преподаватель, министр культуры Квебека.
    - Правнук, Шарль-Филипп Давид[фр.] — профессор политологии в Университете Квебека в Монреале.